# Четвериков, Сергей Сергеевич
Серге́й Серге́евич Четверико́в (24 апреля [6 мая] 1880, Москва — 2 июля 1959, Горький) — русский и советский учёный-биолог, генетик-эволюционист, сделавший первые шаги в объединении менделевской генетики и эволюционной теории Чарльза Дарвина.
Четвериков впервые организовал экспериментальное изучение наследственных свойств у естественных популяций животных, выступив таким образом основоположником современной эволюционной генетики, определивший на многие десятилетия пути развития мировой биологической науки. Работы Четверикова, особенно его основной труд «О некоторых моментах эволюционного процесса с точки зрения современной генетики» (1926), легли в основу синтетической теории эволюции.

## Семья
Четвериков родился в семье фабриканта Сергея Ивановича Четверикова, владельца сукновальной фабрики. Его отец был образованным, либерально настроенным человеком. Мать, Мария Александровна, приходилась сестрой московскому городскому голове Николаю Алексееву и двоюродной сестрой Константину Станиславскому. Родные матери владели канительным производством. Мать получила лишь домашнее образование, при этом владела тремя европейскими языками, увлекалась музыкой, много читала.
В конце XVIII века предки Сергея Сергеевича — братья Иван и Герасим Четвериковы — переселились в Москву из города Перемышля Калужской губернии, где их мать содержала постоялый двор.
Прадед Иван Васильевич Четвериков в 1831 году приобрёл сукновальную фабрику в Городищах на реке Клязьме (Богородского уезда Московской губернии), а позднее дом и имение в Кашинцеве близ Городищ. У Ивана Васильевича было четверо сыновей, сын Иван Иванович (1809—1871), женился на Анне Дмитриевне Самгиной и стал дедом Сергея Сергеевича Четверикова.
Ранние годы Сергея Сергеевича проходили в Москве и в имении Кашинцеве на Клязьме, к северу от села Анискина. У него было два брата: старший Иван, младший Николай и сестра Мария. Дети воспитывались в постоянном общении с природой, чему немало способствовало влияние гувернёра, страстного натуралиста, которой приучал детей к наблюдательности и бережному отношению ко всему живому. Чуткость и любовь к природе Сергей и Николай пронесли через всю жизнь.
Отец умер рано, и сын, едва достигнув 18 лет, был вынужден взять на свои плечи управление всем многосложным промышленным хозяйством.

## Образование
Отец рассматривал сына Сергея как своего преемника в промышленно-сукновальном производстве. Он хотел, чтобы Сергей получил инженерно-экономическое образование и определил его в Реальное училище Воскресенского.
Решающее влияние на формирование Сергея Четверикова как биолога оказал B.П. Зыков (1855—1913). От него Сергей Сергеевич впервые услышал о Дарвине и его теории эволюции.
Осенью 1897 года Сергей Иванович отослал сына в Германию для обучения в техникуме (в городе Миттвейде к западу от Дрездена), который представлял собой нечто промежуточное между средним и высшим техническим учебным заведением. С наступлением весны Сергей Сергеевич написал отцу письмо, в котором указал о твёрдости и серьёзности своих намерений стать профессором зоологии. После этого отец отозвал сына из Германии и разрешил ему поступить в университет. Сергей Сергеевич выбрал местом своей учёбы Киев.
Спустя примерно полтора года жизни Сергея Сергеевича в Киеве, весной 1899 года он рискнул подать прошение о разрешении сдавать экзамены на аттестат зрелости и был допущен к экзаменам при Киевской 5-й гимназии. Восемнадцать экзаменов надо было сдать чуть более чем в месячный срок. К концу сессии Сергей Сергеевич испытывал сильные головные боли. С ними утром он шёл на экзамены, с ними ложился спать, считая их причиной переутомления. В связи в этим, он не сдал экзамен по греческому языку. Придя домой, он свалился в постель и около двух недель не приходил в сознание. Однако этот провал не лишил его аттестата зрелости, благодаря прекрасным отзывам всех остальных преподавателей, особенно преподавателя русского языка, которому удалось уговорить «грека» вместо двойки поставить тройку с минусом. Все это Сергей Сергеевич узнал много позднее. У него оказалась тяжёлая форма брюшного тифа осложнившаяся двусторонним тромбофлебитом обеих ног. Ha носилках едва живого мать увезла сына в Москву. Но до конца своих дней он вынужден был бинтовать ноги эластичными бинтами, иначе они быстро отекали и причиняли сильную боль. В 1900 году Сергей Четвериков поступил учиться на естественное отделение физико-математического факультета Московского университета. Весной 1906 года Сергей Четвериков окончил университет.

## Лепидоптерологический период научной работы
Наряду с упорной учёбой Сергей Сергеевич уже на первых курсах университета приступил к научной работе. На первом курсе он стал посещать студенческий зоологический кружок под руководством профессора Н. Ю. Зографа (1854—1919) и сделал свой первый доклад о строении гидры. Кроме того, Сергей Сергеевич включился в работу комиссии по изучению фауны Московской губернии при Обществе любителей естествознания, антропологии и этнографии. На одном из заседаний этой комиссии Сергей Сергеевич сообщил о своих дополнениях к фауне чешуекрылых Московской губернии. В 1902 году эта работа была опубликована в трудах комиссии, которые издавались Обществом любителей естествознания, антропологии и этнографии. Одновременно вышло в свет его руководство к коллекционированию насекомых, включённое в книгу «Руководство к зоологическим экскурсиям и собиранию зоологических коллекций» под редакцией Г. А. Кожевникова. В том же году он совершил свою первую большую зоологическую экспедицию с зоологом П. П. Сушкиным (1868—1928), во время которой коллекционировал бабочек Минусинского края и Западных Саян. В следующем, 1903 году, Сергей Сергеевич публикует ещё две свои лепидоптерологические статьи. В 1904 году он сообщает о новых бабочках Палеарктики, и вновь уезжает вместе с П. П. Сушкиным и его женой, Анной Ивановной, в экспедицию на озеро Зайсан и горный хребет Тарбагатай. В 1905 году была опубликована статья о дальнейших дополнениях к фауне бабочек Московской губернии.
В этом же году вышла очень интересная работа под названием «Волны жизни». В ней Сергей Сергеевич анализирует колебания численности популяций организмов, что имеет большое значение в генетическом дрейфе. В 1906 году Четвериков публикует «Список бабочек с берегов Аральского моря», плод кропотливой работы по определению видов бабочек из лепидоптерологических сборов Аральской экспедиции. Таким образом, ко времени окончания университета Сергей Сергеевич становится известным исследователем бабочек, автором десяти статей, представляющих большой интерес не только для специалистов лепидоптерологов, но и для биологов широкого профиля.
После окончания университета С. С. Четвериков был оставлен на три года "для подготовки к профессорскому званию при кафедре сравнительной анатомии профессора М. А. Мензбира. За это время ему необходимо было подготовиться к чтению самостоятельного университетского курса и к сдаче магистерских экзаменов перед защитой магистерской диссертации. В 1909 году Сергей Сергеевич завершил магистерскую подготовку у Мензбира, сдав все необходимые экзамены: сравнительную анатомию, зоологию позвоночных, зоологию беспозвоночных, палеонтологию, ботанику и физиологию. Работа над магистерской диссертацией по анатомии водяного ослика также была завершена и опубликована в Бюллетене Московского общества испытателей природы на немецком языке. В 1911 году диссертация была защищена и С. С. Четверикову была присуждена учёная степень магистра зоологии.
В 1909 году Н. К. Кольцов пригласил С. С. Четверикова на работу лаборантом в зоологическую лабораторию в МВЖК Герье (Московские высшие женские курсы). Приступив к работе, очень скоро Четвериков стал читать на кафедре сравнительной анатомии и зоологии лекции по энтомологии, а затем — биометрии. В 1918 году в списках сотрудников он уже именуется штатным профессором. При образовании в 1918 году из ВЖК II МГУ за ним сохранилось это звание.
В 1911 году Сергей Сергеевич развёлся со своей первой женой, Еленой Яковлевной, и женился на Анне Ивановне Сушкиной (урождённой Кулаковой, 1881—1947), которая также разошлась со своим первым мужем — академиком Петром Петровичем Сушкиным (1868—1928). У неё была дочь Ася (Анна Петровна Сушкина), которая стала падчерицей Сергея Сергеевича и с трёхлетнего возраста воспитывалась в его семье.
В летнее время Сергей Сергеевич Четвериков продолжал осуществлять экскурсии в различные области России, накапливая материал для своей уникальной коллекции. Особенно пристально он занимался бабочками восточного Крыма. Кроме этого, в те годы Четвериков провёл большую организационную работу по созданию Московского энтомологического общества. В начале занятия кружка заключались лишь во взаимном ознакомлении с собранными материалами и обмене впечатлениями о летних сборах и наблюдениях. Но в конце 1912 года был составлен план организации общества, а в 1913 году начались совместные заседания кружка с другими энтомологами Москвы. Вскоре был разработан устав Общества, отредактированный Четвериковым. Учредительное собрание состоялось 1 марта 1914 года. На нём присутствовало 32 человека. Четвериков выступил с докладом «Основной фактор эволюции насекомых». В этом докладе он вскрыл противоположность тенденции эволюционного развития позвоночных животных и членистоногих. Он убедительно доказал, что причиной этой противоположности является строение скелетных образований у этих групп животных (у позвоночных скелет внутренний, а у членистоногих — наружный). Эта концепция, для обоснования которой Сергей Сергеевич использовал количественные критерии, произвела сильное впечатление на биологов. Доклад этот был опубликован в первом томе «Известий Московского энтомологического общества» в 1915 году. Позднее эта работа была переведена на английский язык и издана в США.
В 1918 Московские Высшие женские курсы были реорганизованы. На их базе был открыт 2-й Московский университет. При этом, однако, некоторые кафедры и лаборатории биологического профиля позднее были переданы 1-му Московскому университету. В частности, это относилось к кафедре и лаборатории профессора Н. К. Кольцова. Вместе с ним С. С. Четвериков вновь поступил в Московский университет (с 1 ноября 1919 года), где получил место доцента на кафедре Н. К. Кольцова. Обосновавшись здесь, он смог реализовать свои замыслы о работе в области самых общих проблем биологии и в особенности над вопросом о привлечении данных генетики для решения ряда проблем эволюционной теории. Однако, по традиции, он и в 1-м Московском университете стал читать расширенный курс энтомологии и вёл по нему практические занятия. Первым шагом к осуществлению широких замыслов была организации чтения нового, совершенно оригинального курса, который назывался «Введение в теоретическую систематику».

## Генетический период научной работы
С 1921 года Сергей Сергеевич вступил в должность заведующего и научного руководителя отдела генетики Института экспериментальной биологии. Здесь он проработал около 9 лет (1921—1929). Поступив в ИЭБ, Четвериков не порвал связи с университетом и продолжал там преподавательскую работу — читал курс генетики и руководил генетическим практикумом, участвуя таким образом в подготовке новых кадров советских генетиков. За короткий срок работы Сергея Сергеевича и руководимого им коллектива увенчались выдающимся успехом. Здесь же, в институте, в 1924 г. Четвериков организовал в своей лаборатории знаменитый «Coop», то есть «совместное орание», преимущественно на темы по генетике дрозофилы, с реферированием и обсуждением публикаций последних лет. Попасть в это неформальное научное собрание было непросто: требовалось владеть тремя европейскими языками и пройти голосование участников «Соора». При этом даже один голос «против» был решающим. Это определяло полную доверительность и взаимное уважение участников дискуссий, в которых любой сотрудник мог тем не менее прервать докладчика в любой момент. Обсуждения бывали порой очень темпераментными. Участниками «Соора», кроме самого Четверикова и его жены, были Б. Л. Астауров, Е. И. Балкашина, Н. К. Беляев, С. М. Гершензон, А. Н. Промптов, П. Ф. Рокицкий, Д. Д. Ромашов, Е.А. и Н. В. Тимофеевы-Ресовские, С. Р. Царапкин. В «Coop» входили и некоторые ведущие сотрудники института. Конечно, его участниками были сам Н. К. Кольцов, А. С. Серебровский, П. И. Живаго, В. В. Сахаров.
В 1926 году Четвериков опубликовал полученные результаты исследований и размышлений в большой статье «О некоторых моментах эволюционного процесса с точки зрения современной генетики». В этой работе было показано, что между данными генетики и эволюционной теорией нет никакого противоречия. Напротив, данные генетики должны быть положены в основу учения об изменчивости и стать ключом к пониманию процесса эволюции. Четвериков, пользуясь несложными математическими методами, доказал, что мутации (геновариации) в природных популяциях животных не исчезают, могут накапливаться в скрытом (гетерозиготном) состоянии и давать материал для изменчивости и естественного отбора. Таким образом, Четверикову удалось связать эволюционное учение Дарвина и законы наследственности, установленные генетикой. Эта статья С. С. Четверикова (1926) в настоящее время рассматривается как основополагающая работа для развития новой отрасли науки — эволюционной (и популяционной) генетики. Она считается важнейшей вехой в развитии эволюционной теории.
Четвериков выдвинул предположение о насыщении видов в природе возникающими мутациями и подчеркнул значение генетических процессов (мутация, свободное скрещивание, естественный отбор) и изоляции в видообразовании и эволюции, тем самым связав теорию эволюции Дарвина и генетики. Заложил основы эволюционной генетики. В работах 1920-х годах С. С. Четвериков обосновывает три основные посылки популяционной генетики:
- Мутационный процесс в природных условиях протекает точно так же, как и в условиях лаборатории. Поэтому мы вправе распространять по крайней мере некоторые выводы, полученные в лаборатории, на природные ситуации.
- Один из таких выводов — непрерывное во времени возникновение новых мутаций у всех видов живых организмов, другой — рецессивность большинства вновь появляющихся мутаций по отношению к аллелям дикого типа, распространённым в природных популяциях.
- Характернейшей чертой природных популяций является преобладание в них панмиксии, что делает возможным приложение закона Харди — Вайнберга.

В 1927 году На V Международном генетическом конгрессе в Берлине С. С. Четвериков выступил с докладом «К генетической характеристике популяций в природных условиях». Этот доклад вызвал сенсацию и был встречен с большим интересом. Позднее на Третьем съезде зоологов, анатомов и гистологов СССР, который состоялся в Ленинграде 14-20 декабря 1927 года, Четвериков выступил на одном из пленарных заседаний с докладом «Экспериментальное решение одной эволюционной проблемы». В январе 1929 года в Ленинграде состоялся Всесоюзный съезд по генетике, селекции, семеноводству и племенному животноводству. Четвериков присутствовал на этом съезде и выступил на пленарном заседании с докладом «Мутационная изменчивость», в котором разрабатывались актуальные вопросы эволюционной генетики. Вскоре после возвращения со съезда Четвериков выступил на заседании Московского общества испытателей природы (МОИП) с новым, столь же важным в теоретическом отношении докладом на тему «Происхождение и сущность мутационной изменчивости» (21 марта 1929). Основные положения о близости эволюционной теории и современной генетики были опубликованы за рубежом в 1961 году.
Работая в ИЭБ, Сергей Сергеевич проявил себя не только выдающимся учёным-генетиком, но и прекрасным организатором и руководителем научного коллектива. Ему удалось объединить сотрудников в дружный коллектив единомышленников, что можно рассматривать как основу возникновения оригинальной научной школы. При этом им были найдены своеобразные методы научного общения сотрудников, так называемые СООРы («совместные орания»), проходившие в товарищеской, непринуждённой обстановке. Приём в члены СООРа был строго ограничен и требовал единогласия всех членов семинара. Этим достигалось как ограничение числа участников дискуссии (чем обеспечивалась высокая активность каждого), так и сохранение монолитности коллектива без внутренних раздоров и формирования мелких обособленных группировок. Вопросы и замечания слушателей допускались в любой момент доклада. От докладчика требовалось чёткое изложение и умение выделить главную нить реферируемой работы, её основную мысль и смысл. Каждый сооровец должен был читать на трёх основных европейских языках. Во второй половине 1920-х годов члены СООРа опубликовали много оригинальных генетических работ, выполненных преимущественно на дрозофиле. Эти работы публиковались главным образом в «Журнале экспериментальной биологии» в 1925—1930 годах (и частично за рубежом, в Германии). В это время Сергей Сергеевич не оставлял занятия бабочками, и в летние месяцы совершал дальние экскурсии, во время которых пополнял свои коллекции. Летом 1926 и 1928 Четвериков вместе с Б. Л. Астауровым, Н. К. Беляевым и своей падчерицей А. П. Сушкиной побывали на Кольском полуострове, в районе Хибинских гор. Кроме того, с 1920 года Четвериков по совместительству работал заведующим и хранителем энтомологической части зоологического отдела Политехнического музея.

## Арест и ссылка
В жизни Сергея Сергеевича 1920-е годы были заполнены крайне напряжённым, но зато и весьма успешным трудом. Так было до 1929 года, который оказался роковым. Начался этот год большими успехами, блестящими докладами на пленарном заседании I Всесоюзного съезда по генетике, селекции, семеноводству и племенному животноводству (январь, 1929) и на заседании МОИП (21 марта 1929), в которых был закреплён фундамент популяционной генетики и открыта возможность синтеза генетики и эволюционной теории. В это же время были подготовлены к печати очень важные работы, в частности второе дополненное издание его основополагающего труда 1926 года, а также статьи для журнала «Научное слово» и другие публикации. Весной 1929 года началась организованная травля Четверикова в печати и на собраниях как в ИЭБ, так и в университете. Конечно, ему припомнили в первую очередь его происхождение, а также некоторые его высказывания, которые позволяли превратно их истолковывать. К травле Четверикова оказалась подключенной и центральная печать. Там, в сатирическом журнале «Чудак» 24 апреля 1929 помещены заметки, осуждающие Четверикова, а 31 июля 1929 в «Комсомольской правде» помещена подборка под общим заголовком «Классовый враг в научных институтах», в которой повторялись нападки «Чудака», а кроме того, брались под подозрение СООРы, которые газета называла «Союз орущих». В заключение высказывалось недвусмысленное требование к Наркомздраву об изгнании Четверикова из Института. Вся эта кампания завершилась арестом Сергея Сергеевича, его содержанием почти два месяца в Бутырской тюрьме и административной ссылкой в г. Свердловск на 3 года. В результате ареста и ссылки руководителя и травли некоторых сотрудников коллектив лаборатории распался. При этом многие из начатых исследований и подготавляемых к печати рукописей остались незавершёнными и частично утраченными. За поддержку своего профессора был исключён с 4-го курса Владимир Эфроимсон.
В 1929—1932 годах Четвериков жил и трудился в г. Свердловске. В летнее время Сергей Сергеевич серьёзно занялся бабочками Урала. Он не имел права выезжать за пределы Свердловска, но несмотря на это, ему удалось организовать несколько экскурсий в окрестности города и собрать за два сезона (1930 и 1931) богатую коллекцию уральских бабочек. При этом он нашёл свыше 60 новых (для Свердловска и его окрестностей) видов бабочек. Кроме этого, он приступил к чисто теоретической (биометрической) работе, которая впоследствии легла в основу его исследования «Опыт построения объективной систематики организмов». Постоянную работу он получил лишь в 1930 году, когда был зачислен научным консультантом при Горкомхозе по планированию и организации в Свердловске зоопарка.
По истечении трёхлетнего срока ссылки летом 1932 года С. С. Четвериков получил возможность выехать из Свердловска, но пока не получил права вернуться в Москву. Его свобода ограничивалась ещё на три года. Он лишился права проживания в Москве, Ленинграде и их областях, УССР, БССР, Закавказских и некоторых Среднеазиатских республиках, Северном крае, Дагестане и даже в Уральской области. Последнее означало, что он не может остаться в Свердловске и должен немедленно его покинуть. В связи с этим он перебрался в г. Владимир, где в то время работало очень своеобразное сельскохозяйственное учебное заведение, так называемый Учкомбов, то есть учебный комбинат (вуз-техникум-рабфак) по борьбе с вредителями сельского хозяйства, выпускавший специалистов для сельского хозяйства с очень узкой специализацией. После расформирования Учкомбова в конце 1934 года Четвериков должен был вновь искать работу. Он быстро устроился на место преподавателя математики в Образцовом сельскохозяйственном техникуме во Владимире, где проработал целый 1934/35 учебный год. Летом 1935 года истекал срок ограничения для Сергея Сергеевича права свободного выбора местожительства. В это же время открылась возможность пригласить его в Горьковский государственный университет, на биологическом факультете которого в 1932 году была организована кафедра генетики. Эту кафедру временно возглавляла доцент З. С. Никоро, которая при поддержке профессора И. И. Пузанова (тогда декана факультета) и обратилась к С. С. Четверикову с предложением возглавить кафедру генетики. Со всеми условиями, предложенными университетом, он охотно согласился, приехал в Горький и с 1935/36 учебного года приступил к работе. Начался новый и последний период его научной и преподавательской деятельности.

## В Горьковском государственном университете
Сергей Сергеевич был зачислен в Горьковский государственный университет на биологический факультет на должность профессора, заведующего кафедрой генетики с 1 августа 1935 года. Его первой заботой была организация специализации по генетике. Для этого прежде всего необходимо было наладить работу большого генетического практикума и чтение специальных курсов. Для чтения специальных курсов приглашались крупные специалисты и прекрасные лекторы. На кафедре позднее была организована небольшая лаборатория по цитологии. В 1936 году Сергей Сергеевич опубликовал популярную брошюру «Цитология наследственности за последние десять лет».
Сергей Сергеевич читал общий курс генетики для всех студентов биофака, а кроме того, специальные курсы для студентов, специализирующихся на кафедре генетики: курс биометрии и курс, называвшийся «Теоретические основы селекции». В 1948 году незадолго до ухода из ГГУ он читал спецкурс «Новейшие задачи и последние достижения генетики». Кроме того, в некоторые годы он читал для студентов-зоологов энтомологию.
Лектором Сергей Сергеевич был очень оригинальным. Свободное изложение материала лекции без использования конспектов, строгая логика, общая «подобранность» лектора и точность формулировок увлекали и завораживали студентов. На первой же лекции Сергей Сергеевич предложил слушателям, не стесняясь, прерывать его вопросами по ходу изложения материала, так как считал, что нельзя двигаться дальше, если что-то не усвоено или не понятно в уже пройденном. Он часто производил различные математические вычисления и решение генетических задач на доске и искренне радовался, если кто-то из студентов замечал описку или пропущенный знак, и всегда благодарил за замечание. Ведь это было свидетельством активной работы аудитории и напряжённого внимания слушателей.
Кроме лекций в университете, в некоторые годы Четвериков читал курс генетики в Горьковском педагогическом институте, а также циклы лекций по этому предмету для учителей средней школы. Но лекционная деятельность Сергея Сергеевича не ограничивалась учебными лекциями в вузах. Он также читал много популярных лекций для населения в порядке общественной работы. При кафедре существовал активно работавший студенческий научный семинар (кружок), на котором студенты докладывали рефераты работ советских и иностранных авторов и результаты личных исследований. Семинар вёл сам профессор, не перепоручая этой работы младшим коллегам по кафедре. Студенты очень охотно посещали свой семинар, заражённые азартом и интересом уважаемого руководителя. С. С. Четвериков не уклонялся от обсуждения со студентами самых острых и дискуссионных проблем генетики и селекции.
В сплочении коллектива биофака и обмене научной информацией играли большую роль заседания Горьковского отделения МОИП. На них за период с 1936 по 1946 годы С. С. Четвериков сделал, по крайней мере, 10 докладов. Первый доклад 17 апреля 1936 года был посвящён его биометрическому исследованию — «Опыт построения объективной системы организмов». Позднее (21 октября 1938) этот доклад был повторён в Москве на 68-м заседании Эволюционной бригады, созданной в ИЭБ, 14 апреля 1945 года он выступил с докладом «Новое в определении пола у растений», а 20 октября 1945 года — с личными воспоминаниями о М. А. Мензбире. Семь докладов были посвящены его работе над селекцией китайского дубового шелкопряда.
Работа на кафедре Горьковского университета позволила Сергею Сергеевичу проявить свои замечательные способности педагога и организатора учебного процесса. Руководство университета высоко оценило его личные качества: бескомпромиссность, строгость, высокую требовательность к себе и сотрудникам, способность завоёвывать доверие и уважение; он был избран деканом и руководил работой факультета до 1947 года. В 1940 году, выступая на выпускном вечере, ректор университета М. А. Шеронин говорил, что Сергей Сергеевич не только лучший декан университета, но и лучший из деканов, каких он встречал в своей жизни.

## В годы Великой Отечественной войны
Во время Великой Отечественной войны работа кафедры значительно сузилась, студентов стало меньше, многие студенты, аспиранты и сотрудники были мобилизованы в армию. В тяжёлые годы войны проявились черты характера Сергея Сергеевича, которые раньше многими не замечались, а именно его доброта и желание помочь людям, попавшим в тяжёлое положение. Как декан С. С. Четвериков одним из первых узнавал о таких несчастьях у студентов, как утрата хлебных и продовольственных карточек. В таких случаях он вызывал профорга биофака аспирантку Л. Привалову и просил её передать его личные карточки на хлеб и продукты пострадавшему студенту, якобы в порядке оказания помощи от профсоюза. Для обсуждения доклада, курсовой или дипломной работы он приглашал студентов к себе домой и под разговор угощал их чаем с пирогами.
После войны всю свою энергию Сергей Сергеевич употребил на восстановление и расширение работы факультета. В частности, была организована новая кафедра экологии животных. Руководимая самим Четвериковым кафедра генетики и селекции вновь набирала силы. На кафедре вновь появились аспиранты и студенты-энтузиасты. Продолжались работы по селекции китайского дубового шелкопряда. По поручению Наркомзема Сергей Сергеевич занялся задачей приспособления шелкопряда к жизни в средней полосе России (шёлк нужен был для производства чесучи, из которой делались парашютная и аэростатная ткань для армии). Задача была решена к 1944 году. Опыт показал, что выведенная порода хорошо приживается даже в Сибири. Новая порода шелкопряда получила название «Горьковская моновольтинная».

## Последние годы жизни
В 1947 году Четвериков внезапно заболел одновременно со своей женой, которую мучили жестокие приступы стенокардии. У Четверикова был инфаркт миокарда, но от него диагноз скрыли, и он до конца жизни не знал, что у него за последние 10 лет было не три, а четыре инфаркта. В конце мая Четвериков уже поднялся на ноги, хотя до работы его ещё не допускали. Жена скончалась в начале июня. Сотрудники университета проявили большое участие и сделали всё, чтобы это несчастье не вызвало нового обострения болезни Четверикова. За лето он окреп и с обычной энергией проработал 1947—1948 учебный год, хотя его и не могла не волновать ситуация, сложившаяся к тому времени в биологической науке. От должности декана он, однако, отказался.
23 августа 1948 года после сессии ВАСХНИЛ и постановления о перестройке преподавания биологических наук в духе её решений приказом Министерства высшего образования СССР № 1208 «О состоянии преподавания биологических дисциплин в университетах и о мерах по укреплению биологических факультетов квалифицированными кадрами биологов-мичуринцев» освобождён от работы «как проводивший активную борьбу против мичуринцев и мичуринского учения и не обеспечивший воспитания советской молодёжи в духе передовой мичуринской биологии». Четвериков покинул университет, не считая возможным отказаться от своих научных воззрений. Но самая тяжёлая потеря заключалась в том, что были подвергнуты запрету и на десятилетие преданы забвению его работы 1920-х годов, на базе которых выросли две новые биологические дисциплины — популяционная и эволюционная генетика. Автор же этих работ был объявлен фигурой одиозной. В результате российская наука лишилась важного приоритета и славы передовой и прогрессивной.
Оставив учебную и научную работу в университете, Четвериков решил вновь заняться лепидоптерологическими исследованиями на дому. Материал для этого у него имелся в виде коллекции бабочек. В 1948 году он начал разбор, ремонт и систематизацию своих коллекций. Он наметил также ряд научных работ на основании изучения своих сборов. В 1950-х годах вышли из печати две статьи Четверикова, посвящённые бабочкам. Это — второе издание его статьи «Бабочки», помещённой в Большой советской энциклопедии, и статья в «Энтомологическом обозрении», в которой описан новый вид совки из южного Приуралья. Однако эту увлекательную для Четверикова работу ему через год-два пришлось сначала ограничить, а затем и оставить: зрение прогрессивно ухудшалось. Вскоре к этому присоединилось и ослабление слуха.
Во второй половине 1950-х годов к Четвериковым всё чаще стали поступать известия о начавшемся крушении лысенковщины и возрождении биологической науки. В начале 1957 года Всесоюзное энтомологическое общество избрало его своим почётным членом. В 1958 году Четвериков начал писать воспоминания, они доведены до студенческих лет, отдельная глава посвящена описанию генетического семинара «СООР».
В середине июня 1959 года Четвериков во сне перенёс кровоизлияние в мозг, он проснулся, но не мог ничего сказать. Правая половина тела была парализована. Борьба за жизнь длилась более двух недель. Однако последовал второй инсульт, и 2 июля 1959 года Сергей Четвериков скончался. Похоронен в Горьком (ныне — Нижний Новгород) на Бугровском кладбище.

## Награды и звания
- За научные исследования по шелкопряду в 1944 году Четвериков был награждён орденом «Знак Почета», а позднее он получил медаль «За доблестный труд в Великой Отечественной войне».
- В 1945 году он был утверждён в учёной степени доктора биологических наук без защиты диссертации.

В конце зимы 1958 года С. С. Четвериков получил письмо из Германии, в котором он извещался о том, что Академия естественных наук «Леопольдина» приглашает его на торжественное заседание, посвящённое 100-летию издания Дарвином исторического труда «Происхождение видов». Но Сергей Сергеевич был уже настолько слаб, что воспользоваться предложением не мог. В апреле состоялся юбилейный конгресс, на котором 18 биологов мира были награждены почётной медалью «Планкетта Дарвина» за развитие и укрепление эволюционного учения и генетики. В числе награждённых был и Сергей Сергеевич. За несколько дней до кончины Сергея Сергеевича на его имя было получено письмо из ГДР, в котором извещалось о его награждении «Планкеттой». Получение её является предметом гордости советской биологии.

## Память
- В 1969 году могила С. С. Четверикова была перенесена из заброшенного угла кладбища на центральную аллею и на ней установили памятник с бронзовым барельефом, сделанным скульптором Людмилой Кулаковой.
- С 1969 года в университете проводятся Четвериковские чтения, в музее истории университета существует мемориальный уголок С. С. Четверикова, а на здании биологического факультета установлена памятная мемориальная доска, выполненная Л. Кулаковой.
- В 1977 году 3-й Заярский проезд в Советском районе, тогда ещё города Горького, был переименован в улицу Четверикова.

## Научные труды
1. Волны жизни: (Из лепидоптерологических наблюдений за лето 1903 г.) // Дневник Зоол. отд-ния импер. О-ва любителей естествознания, антропологии и этнографии. 1905. Т. 3, № 6. С. 106—111.
2. Beitrӓge zur Anatomie der Wasserassel (Asellus aquaticus L.) // Bull. Soc. Imp. Natur. Moscou. 1910. T. 24, N 4. P. 377—509. [Магистерская диссертация С. С. Четверикова].
3. Основной фактор эволюции насекомых // Изв. Моск. энтомол. о-ва. 1915. Т. 1. С. 14—24.
4. Краткое наставление к собиранию насекомых. М.: Госиздат, 1919.
5. Теоретическая предпосылка генотипического анализа видов в роде Drosophila // Тр. 2-го съезда зоологов, анатомов и гистологов СССР в Москве 4—10 мая 1925 г. М.: Главнаука, 1927. С. 163—164.
6. Бабочки // БСЭ. М., 1926. Т. 4. С. 264—275.
7. Биометрия // БСЭ. М., 1926. Т. 6. С. 338—344.
8. Четвериков С. С. О некоторых моментах эволюционного процесса с точки зрения современной генетики // Журн. эксперим. биол. 1926. Сер. А. Т. 2. № 1. С. 3-54; № 4. С. 237—240
9. Экспериментальное решение одной эволюционной проблемы // Труды 3-го Всерос. съезда зоологов, анатомов и гистологов в Ленинграде 14—20 дек. 1927 г. Л., 1928. С. 52-54.
10. Цитология наследственности за последние десять лет: (В помощь учителю средней Школы). Горький, 1926.
11. Проблемы общей биологии и генетики: (Воспоминания, статьи, лекции) / Отв. ред. З. С. Никоро. — Новосибирск: Наука, 1983.
12. О некоторых моментах эволюционного процесса с точки зрения современной генетики // Классики советской генетики. — Л., 1968.
13. On certain aspects of the evolutionary process from the standpoint of modern genetics // Proceedings of the American Philosophical Society. — 1961. — Vol. 105. — No. 2.
14. Фауна и биология чешуекрылых. Новосибирск: Наука, Сиб. отд-ние,1984, 106 с.
15. Бабочки Горьковской области. Нижний Новгород, 1993. 128 с.